# Киржеларі
Киржеларі (рум. Cârjelari) — село у повіті Тулча в Румунії. Входить до складу комуни Доробанцу.
Село розташоване на відстані 186 км на схід від Бухареста, 43 км на південний захід від Тулчі, 90 км на північ від Констанци, 56 км на південний схід від Галаца.

## Населення
За даними перепису населення 2002 року у селі проживала 571 особа, усі — румуни. Усі жителі села рідною мовою назвали румунську.